# مايسون هولجيت
مايسون أنتوني هولجيت (بالإنجليزية: Mason Anthony Holgate) (مواليد 22 أكتوبر 1996 في دونكاستر، إنجلترا) لاعب كرة قدم إنجليزي ، يلعب في مركزي قلب الدفاع والظهير الأيمن ، ويلعب حاليًا لنادي إيفرتون في الدوري الإنجليزي الممتاز.

## روابط خارجية
- مايسون هولجيت على موقع الاتحاد الأوربي (الإنجليزية)
- مايسون هولجيت على موقع قاعدة بيانات كرة القدم.إي يو (الإنجليزية)
- مايسون هولجيت على موقع ناشيونال فوتبول تيمز (الإنجليزية)
- مايسون هولجيت على موقع Soccerbase.com (لاعب) (الإنجليزية)
- مايسون هولجيت على موقع Soccerway.com (الإنجليزية)
- مايسون هولجيت على موقع عالم كرة القدم.نت (الإنجليزية)
- مايسون هولجيت على موقع AS.com (الإسبانية)